# Granada (departamento da Nicarágua)
Granada é um departamento da Nicarágua, sua capital é a cidade de Granada.
O departamento de Granada fica situado na faixa costeira do lago Nicarágua, em cujas proximidades se encontra o vulcão Mombacho. É atravessado pelos rios Tipitapa, Malacatoya e Ochomogo.
A ilha Zapatera, localizada no lago Nicarágua, pertence ao departamento.
O departamento produz algodão, cana-de-açúcar, tabaco e banana.

## Municípios
1. Diriá
2. Diriomo
3. Granada
4. Nandaime